# Campagnano (Maccagno con Pino e Veddasca)
Campagnano è una frazione del comune di Maccagno con Pino e Veddasca, in provincia di Varese, posta sulle alture a nordest di Maccagno.

## Storia
Campagnano fu un antico comune del Milanese.
Registrato agli atti del 1751 come un borgo di 450 abitanti, nel 1786 Campagnano entrò per un quinquennio a far parte dell'effimera Provincia di Varese, per poi cambiare continuamente i riferimenti amministrativi nel 1791, nel 1798 e nel 1799.
Alla proclamazione del Regno d'Italia nel 1805 risultava avere 687 abitanti. Nel 1809 il municipio di allargò incorporando Garabiolo e Musignano, ma gli austriaci annullarono tutto nel 1816. L'abitato di montagna subì poi un fenomeno di abbandono, tanto che nel 1853 risultò essere popolato solo da 252 anime, scese a 196 nel 1871. Il comune fu ribattezzato Campagnano Vedasca nel 1863. Il processo di impoverimento demografico a causa della mancata industrializzazione della montagna continuò nel tempo, tanto che nel 1921 si registrarono 187 residenti. Fu così che nel 1927 il regime fascista decise di sopprimere il comune, unendolo a Maccagno Superiore.
Nel 2014 ha seguito le sorti di tutto il comune di Maccagno ed è confluito nel nuovo comune di Maccagno con Pino e Veddasca.

## Monumenti e luoghi d'interesse
- Chiesa di San Martino
- Chiesa di San Sebastiano
- Chiesa di San Rocco
- Chiesa della Madonna Addolorata